# Мустафин, Канагат Курмангазыевич
Канагат Курмангазыевич Мустафин (род. 6 января 1984 года, Алма-Ата) — казахстанский кинорежиссёр и сценарист.

## Биография
Родился 6 января 1984 года в Алма-Ате. В 1998—2003 годах выступал в составе молодёжной сборной команды Казахстана по баскетболу, участвовал в международных соревнованиях в Иране и Кыргызстане. В 1999 году получил звание кандидата в мастера спорта по баскетболу.
После окончания средней школы № 146 экстерном в 1999 году поступил в Казахскую академию спорта и туризма (КазАСТ). После её окончания в 2003 году поступил в Казахский государственный университет на заочное отделение юридического факультета, который окончил в 2005 году.
В 2007 году совместно с Айдарханом Адильбаевым открыл продюсерский центр «KANAIDAR Production».
С 2010 года — член союза журналистов Республики Казахстан.
В 2011 году прошёл обучение и получил диплом на режиссёрских курсах в New York Film Academy в Лос-Анджелесе.
С 2012 года — член союза кинематографистов Республики Казахстан.

## Карьера
В 2010 году вышел дебютный полнометражный фильм Мустафина, который получил название «Рывок». Картина стала призёром в номинации «Лучший художественный фильм о спорте» на международном кинофестивале спортивных фильмов «Атлант 2011», призёром в номинации «Лучший художественный фильм» на международном кинофестивале спортивных фильмов «All Sports Los Angeles Film Festival 2011», была удостоена приза жюри на международном кинофестивале «Ступени 2012».
В 2010 году Мустафин стал лауреатом конкурса "Шабыт"в номинации "В номинации «За достижения в области культуры и искусства».
В 2010—2011 годах снимал новогодние шоу «Жаңа жылдық кинодуман» для телеканала «Ел Арна»
В 2016 году Мустафин снял один из самых коммерчески успешных казахстанских фильмов — «16 қыз».
В 2018 году вышли сразу два его фильма — «Самая красивая» и «Той любой ценой».
Также Мустафин снял несколько телесериалов.

## Фильмография

### Фильмы
- Рывок (2010)
- 16 девушек / 16 Қыз (2016)
- Самая красивая / Ең сұлу (2018)
- Той любой ценой (2018)

### Сериалы
- Айналайын (3-4 сезон, 44 серии) (2011)
- Тікелей эфир (26 серий) (2012)
- Қара Шаңырақ (30 серий) (2014)
- Кеңесшілер (15 серий) (2014)
- Өмір сынағы (20 серий) (2015)
- Телепорт (1-2 сезон, 24 серии) (2017—2018)
- Арманға 20 қадам (15 серий) (2018)
- Егіз ғұмыр (20 серий) (2019)
- Бақталас (16 серий) (2019)